# آلبرت ژوزف گاستایگر
آلبرت یوزف گاستایگر (به آلمانی: Albert Joseph Gasteiger Freiherr von Ravenstein und Kobach)  (مارس ۱۸۲۳ اینسبروک، اتریش - ۵ ژوئیه ۱۸۹۰ بولزانو، ایتالیا) مشهور به گاستایگر خان، مهندس اتریشی و استاد رشته‌های مهندسی در مدرسه دارالفنون بود و بین‌ سال‌های ۱۸۶۰ و ۱۸۸۸، مدیریت پروژه‌های ساختمانی دولت علّیه ایران را بر عهده داشت.
اولین کاری که در ایران انجام داد، ساخت جاده قدیم شمیران بود ولی ساخت جاده مازندران از ۱۸۶۴ تا ۱۸۶۸، مهم‌ترین کار او به‌شمار می‌آید. برای احداث این جاده با ۲۷ پل (آب‌رو) و یک تونل، ناصرالدین شاه لقب خان و منصب میرپنج را به گاستایگر اعطا کرد.
گاستایگر خان در زمان اقامتش در ایران، مجموعه‌ای ارزشمند از هنرِ دوران قاجار نیز گردآوری کرد که هنگام بازگشت به اتریش، آن آثار را به موزه این شهر اهداء کرد.
در سال ۲۰۲۰، در موزه ایالتی تیرول نمایشگاهی به کیوریتوری طرلان رفیعی و یاشار صمیمی مفخم، تحت عنوان مونس العشاق (با عنوان اصلی TROST DER LIEBENDEN) برگزار شد که در آن کلکسیون آلبرت ژوزف گاستایگر خان از هنر قاجار در کنار آثار هنرمندان ایرانی نمایش داده شد. کتابی نیز توسط انتشارات این موزه با همین عنوان به قلم کیوریتورها منتشر شد که در آن به زندگی، آثار و مجموعه گردآوری شده توسط گاستایگرخان نیز پرداخته شده است.
کتابی نیز دربارهٔ زندگی و خاطرات او تحت عنوان آلبرت گاستایگر خان، سفرنامه ای از ایران به تیرول (Albert Gasteiger Khan (1823 - 1890): Reisebriefe aus Persien nach Tirol) منتشر شده است.
نام او در برخی از منابع فارسی، به اشتباه گاستیگرخان، کاستگرخان، گاستگرخان و گاهی نیز کاستکرخان ضبط شده است.